# Fakultät für Elektrotechnik und Informationstechnik der RWTH Aachen

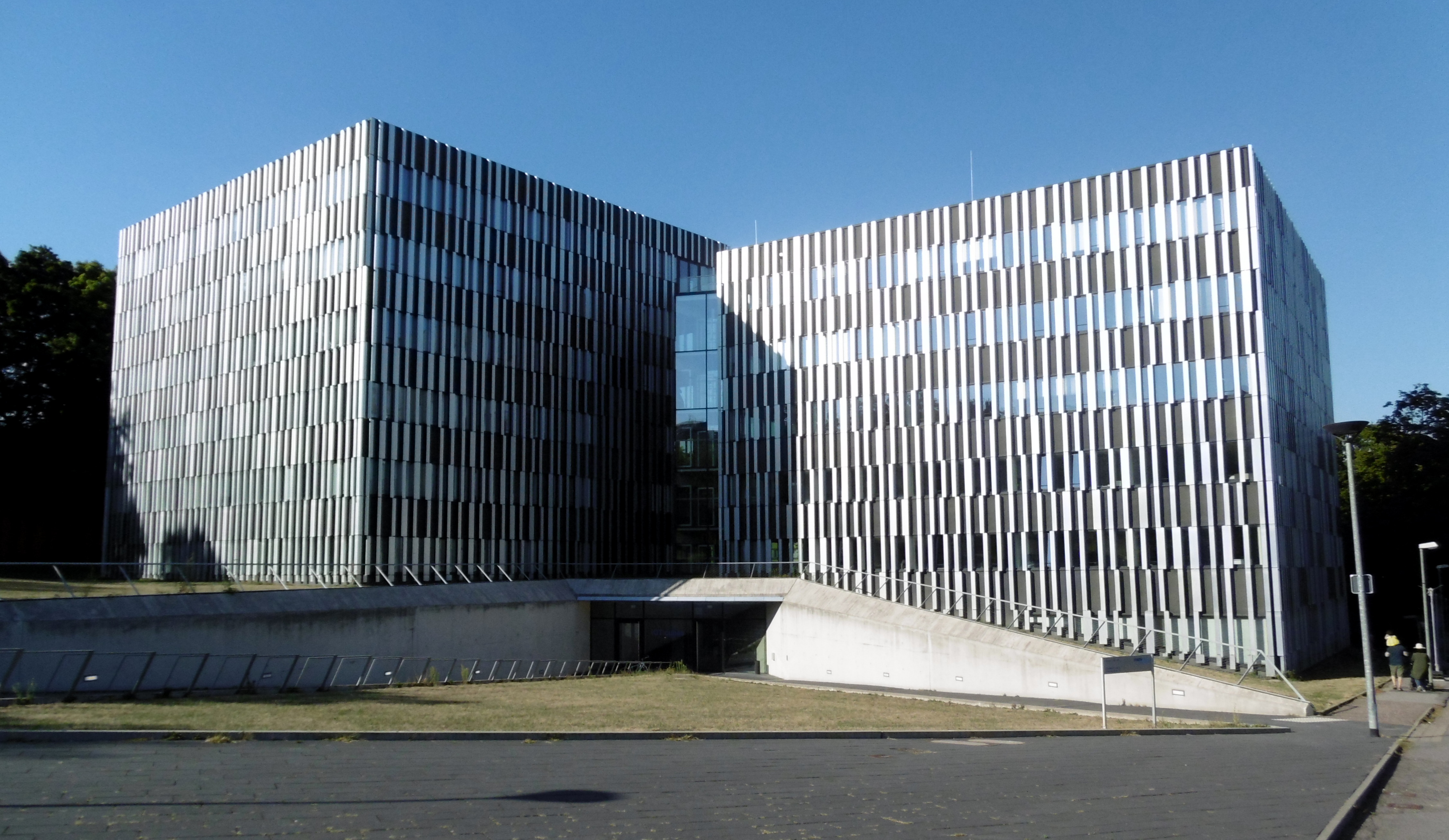
Gebäude der Fakultät in der Kopernikusstraße, Aachen-Königshügel (die sog. ICT Cubes, fertiggestellt im Jahr 2015)

Die Fakultät für Elektrotechnik und Informationstechnik wurde im Jahr 1961 als eigenständige Fakultät der RWTH Aachen eingerichtet, indem die betreffenden Lehrstühle und Institute aus der Fakultät für Maschinenwesen herausgelöst wurden.
Die Aufgaben der Fakultät für Elektrotechnik und Informationstechnik in Forschung und Lehre werden heute (2015) von über 30 Professuren wahrgenommen. Im Wintersemester 2014/2015 verzeichnete die Fakultät über 4000 Studierende.
Traditionell wirbt die Fakultät sehr hohe Summen an Drittmitteln ein; in den Jahren 2011 bis 2013 hat sie z. B. in ihrem Fachgebiet bundesweit den größten Anteil an DFG-Fördergeldern erhalten.

## Arbeitsschwerpunkte
Die Institute und Lehrstühle der Fakultät bilden vier Forschungsschwerpunkte:
- Energie und Umwelt
- Mikro- und Nanoelektronik
- Informations- und Kommunikationstechnik
- Biomedizinische Technik[3]

## Ausstattung und Kooperationen
Die Fakultät unterhält ein Reinraumlabor der ISO-Klasse 5/6, das auch von anderen Bereichen der Hochschule genutzt wird. Den Wissenschaftlern ist außerdem das Ernst Ruska-Centrum zugänglich, das an der RWTH sowie am Forschungszentrum Jülich hochauflösende Elektronenmikroskope unterhält.
Mit dem Forschungszentrum in Jülich arbeitet die Fakultät auch im Rahmen der Jülich Aachen Research Alliance (JARA) zusammen.
Seit 2016 besteht eine enge Kooperation mit dem Fraunhofer-Institut für Hochfrequenzphysik und Radartechnik.

## Studiengänge und Studienabschlüsse
An der Fakultät können folgende Studienabschlüsse erworben werden:
- Bachelor of Science
- Master of Science
- Master of Education
- Promotion (Dr.-Ing.)

Die Fakultät bietet sowohl die standardmäßigen Studiengänge im Bereich der Elektrotechnik und Informationstechnik an als auch interdisziplinäre Studiengänge (Wirtschaftsingenieurwesen und Technikkommunikation; Stand: 2015). Neben Ingenieuren werden auch Lehrkräfte für Berufskollegs ausgebildet.
Aufgrund der durch den Bologna-Prozess angestoßenen Veränderungen gibt es den Abschluss Diplom-Ingenieur (Dipl.-Ing.) seit ca. 2014 nicht mehr.

## Lehrende und Alumni
- Walter Ameling, ehemaliger Professor der Fakultät
- Horst H. Berger, ehemals Dekan an der Technischen Universität Berlin
- Robert Brüderlink, ehemals Dekan der Fakultät
- Heinz Beneking, Dekan der Fakultät in den Jahren 1966/67
- Walter L. Engl, ehemaliger Leiter des Instituts für Theoretische Elektrotechnik und 1968/69 Dekan der Fakultät[6]
- Eugen Flegler, ehemaliger Professor an der Fakultät
- Kai Handel, Vizepräsident der Hochschule Osnabrück
- Karl-August Hempel, von 1975 bis 1977 Prorektor
- Klaus Henning, von 2004 bis 2008 Dekan der Fakultät für Maschinenwesen der RWTH Aachen
- Jens-Rainer Ohm, Professor für Nachrichtentechnik und Prodekan ab 2016
- Philipp Klaus Sattler, ehemaliger Dekan der Fakultät
- Franz Josef In der Smitten, Professor an der Bergischen Universität Wuppertal und Pionier des deutschen Farbfernsehens
- Bernhard Walke, ehemaliger Professor an der Fakultät
- Ingo Wolff, ehemals außerplanmäßiger Professor der Fakultät, Rektor der Universität Duisburg